# Menhir von Otterberg
Der Menhir von Otterberg – alternativ Kriemhildstein, Walastein oder Hünenstein genannt – ist ein Menhir in Rheinland-Pfalz. Er steht unter Denkmalschutz.

## Lage
Das Objekt steht im Otterberger Wald auf dem Gemarkungsdreieck zwischen Otterberg, Heiligenmoschel und Höringen und somit auf der Grenze des Landkreises Kaiserslautern mit dem Donnersbergkreis. Unmittelbar neben ihm steht ein ebenfalls denkmalgeschützter Grenzstein.
Wenige hundert Meter nordwestlich entspringt der Horterbach. Nächstgelegene Siedlungen sind der zu Heiligenmoschel gehörende nordwestlich liegende Horterhof und der östlich liegende zu Otterberg gehörende Messerschwanderhof.

## Geschichte
Das Objekt stammt aus der Jungsteinzeit und diente kultischen Zwecken. Lediglich rund hundert Meter entfernt von seinem Standort kreuzten sich einst zwei Altstraßen. Im neunten Jahrhundert nach Christus wurde er erstmals unter dem Namen „Walastein“ urkundlich erwähnt. Jahrhundertelang fungierte er in der Folgezeit außerdem als Grenzmarkierung. Bis zur Französischen Revolution trafen an seiner Stelle die Grafschaft Falkenstein beziehungsweise das Oberamt Winnweiler, die Herrschaft Schallodenbach und die Kurpfalz aufeinander.

## Tourismus
Am Menhir vorbei führt der Hinkelsteinweg.